# Six Armaille
Six Armaille är en bergstopp i Schweiz. Den ligger i distriktet Martigny och kantonen Valais, i den sydvästra delen av landet, 90 km söder om huvudstaden Bern. Toppen på Six Armaille är 2 426 meter över havet.